# Gundars Upenieks
Gundars Upenieks (ur. 31 marca 1971 w Madonie) – łotewski biathlonista, brązowy medalista mistrzostw Europy.

## Kariera
W Pucharze Świata zadebiutował 12 lutego 1992 roku w Albertville, gdzie zajął 44. miejsce w biegu indywidualnym. Pierwsze punkty zdobył 20 lutego 1994 roku w Lillehammer, zajmując 19. miejsce w tej konkurencji. Nigdy nie stanął na podium zawodów PŚ, najwyższą lokatę osiągał 8 grudnia 1996 roku w Östersund i 5 grudnia 1999 roku w Hochfilzen, kiedy razem z kolegami z reprezentacji był czwarty w sztafecie. Najlepsze wyniki osiągnął w sezonie 1998/1999, kiedy zajął 52. miejsce w klasyfikacji generalnej.
W 1992 roku brał udział w igrzyskach olimpijskich w Albertville, zajmując 35. pozycję w biegu indywidualnym, 44. w sprincie i 16. w sztafecie. Podczas igrzysk w Lillehammer w 1994 roku zajął 19. miejsce w biegu indywidualnym i ponownie 16. w sztafecie. Najlepszy wynik olimpijski osiągnął na igrzyskach w Nagano w 1998 roku, gdzie był szósty w sztafecie. Wystąpił także na igrzyskach olimpijskich w Salt Lake City w 2002 roku, jednak zajmował odległe pozycje. Był też między innymi piąty w sztafecie podczas mistrzostw świata w Kontiolahti w 1999 roku. Największy sukces osiągnął na mistrzostwach Europy w Kontiolahti w 2002 roku, gdzie zdobył brązowy medal w sztafecie.

## Osiągnięcia

### Igrzyska olimpijskie
| Rok  | Miejscowość    | Konkurencje | Konkurencje | Konkurencje | Konkurencje | Konkurencje | Konkurencje | Konkurencje |
| Rok  | Miejscowość    | IN          | SP          | PU          | MS          | RL          | MR          | SR          |
| ---- | -------------- | ----------- | ----------- | ----------- | ----------- | ----------- | ----------- | ----------- |
| 1992 | Albertville    | 35.         | 44.         | nd.         | nd.         | 16.         | nd.         | –           |
| 1994 | Lillehammer    | 19.         | –           | nd.         | nd.         | 16.         | nd.         | –           |
| 1998 | Nagano         | 66.         | –           | nd.         | nd.         | 6.          | nd.         | –           |
| 2002 | Salt Lake City | 74.         | 65.         | –           | nd.         | 17.         | nd.         | –           |

### Mistrzostwa świata
| Rok  | Miejscowość | Konkurencje | Konkurencje | Konkurencje | Konkurencje | Konkurencje | Konkurencje | Konkurencje |
| Rok  | Miejscowość | IN          | SP          | PU          | MS          | RL          | MR          | SR          |
| ---- | ----------- | ----------- | ----------- | ----------- | ----------- | ----------- | ----------- | ----------- |
| 1993 | Borowec     | 84.         | –           | nd.         | nd.         | 18.         | nd.         | –           |
| 1995 | Anterselva  | –           | 48.         | nd.         | nd.         | 12.         | nd.         | –           |
| 1996 | Ruhpolding  | 28.         | 32.         | nd.         | nd.         | 11.         | nd.         | –           |
| 1997 | Osrblie     | –           | 60.         | –           | nd.         | 12.         | nd.         | –           |
| 1999 | Kontiolahti | 51.         | 14.         | 31.         | nd.         | 5.          | nd.         | –           |
| 2000 | Oslo        | 42.         | –           | –           | –           | 6.          | nd.         | –           |
| 2001 | Pokljuka    | 56.         | –           | –           | –           | 9.          | nd.         | –           |

### Puchar Świata

#### Miejsca w klasyfikacji generalnej
| Sezon     | Miejsce |
| --------- | ------- |
| 1991/1992 | -       |
| 1992/1993 | -       |
| 1993/1994 | ?       |
| 1994/1995 | -       |
| 1995/1996 | 55.     |
| 1996/1997 | -       |
| 1997/1998 | -       |
| 1998/1999 | 52.     |
| 1999/2000 | ?       |
| 2000/2001 | -       |
| 2001/2002 | 66.     |

#### Miejsca na podium chronologicznie
Upenieks nigdy nie stanął na podium zawodów PŚ.